# Paweł (biskup Aten)
Paweł (ur. 3 marca 1949) – duchowny Koptyjskiego Kościoła Ortodoksyjnego, od 2016 biskup Aten.

## Życiorys
Śluby zakonne złożył 19 kwietnia 1978 w klasztorze św. Paisjusza. Święcenia kapłańskie przyjął 18 czerwca 1981. Sakrę otrzymał 16 czerwca 2013 jako biskup pomocniczy. 12 czerwca 2016 objął urząd ordynariusza Aten.